# Montrose Royal Infirmary

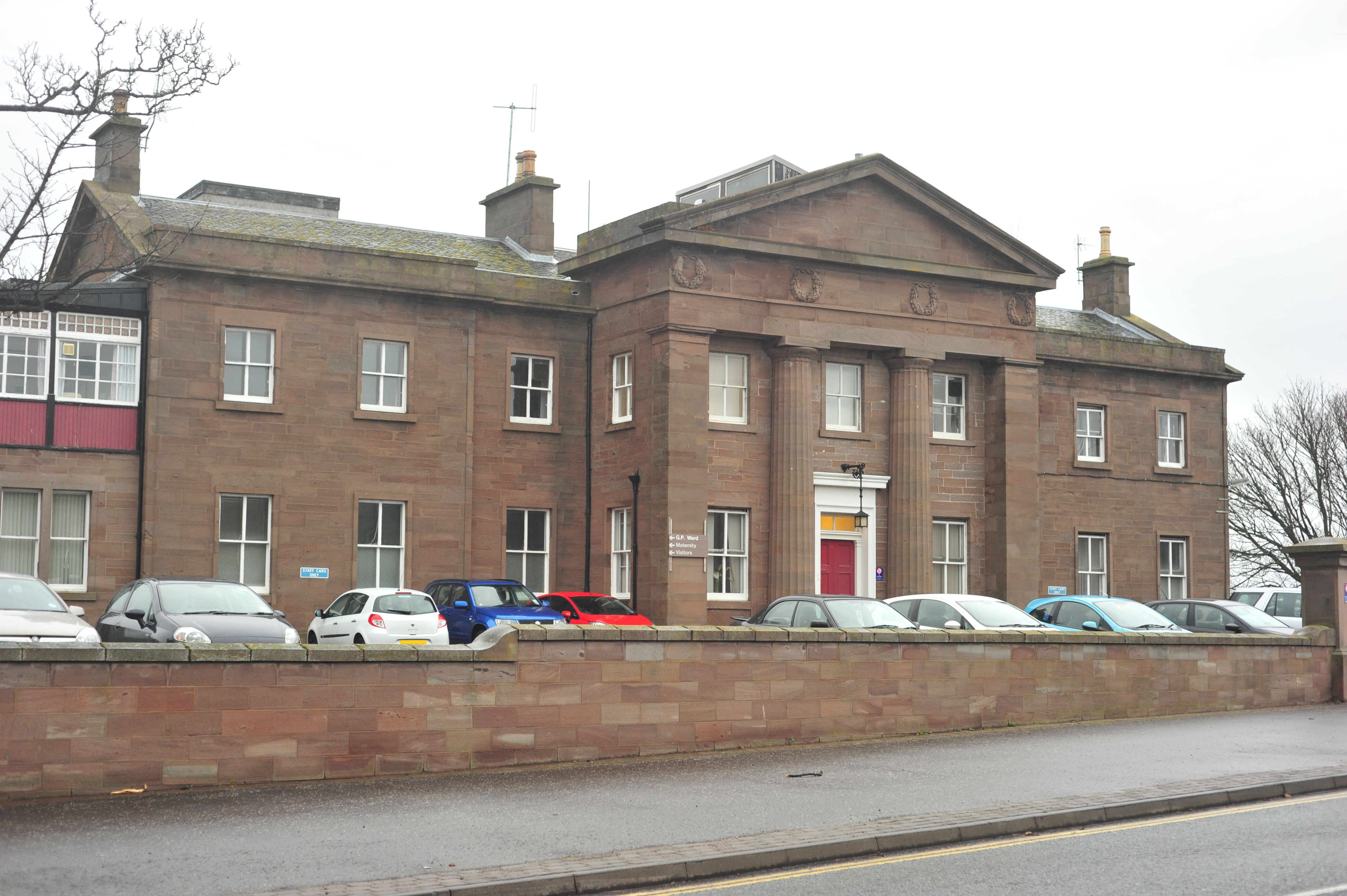
Montrose Royal Infirmary

Die Montrose Royal Infirmary ist ein ehemaliges Krankenhaus in der schottischen Kleinstadt Montrose in der Council Area Angus. 1971 wurde das Bauwerk in die schottischen Denkmallisten in der höchsten Denkmalkategorie A aufgenommen.

## Geschichte
Das Krankenhaus wurde vornehmlich zur Versorgung verarmter Patienten errichtet, die zuvor das psychiatrische Montrose Lunatic Asylum nutzen mussten. Den öffentlich ausgeschriebenen Bau gewann der Entwurf James Collies. Es wurden insgesamt 15 Entwürfe eingereicht. Der Grundstein wurde am 28. Juni 1838, dem Krönungstag Königin Viktorias, gelegt. Die Steinarbeiten wurden von David Mitchell, die Installationen von John Crieg ausgeführt. Um das Erscheinungsbild des Gebäudes zu erhöhen, wurden eigens die vorbeiführende Bridge Street um „ein oder zwei Fuß“ abgesenkt. 1866 wurden Fieberabteilungen hinzugefügt, die über einen überdachten Gang mit dem Hauptgebäude verbunden waren. 1894 wurde eine Leichenhalle und ein Aufzug im Keller eingerichtet. Des Weiteren wurde ein Flügel ergänzt. Im April 2018 wurde das vom National Health Service betriebene Krankenhaus, das die Grundversorgung von Montrose und Umgebung sicherte, geschlossen, da für einen zeitgemäßen Betrieb benötigte Umbauten in der veralteten Architektur nicht realisierbar waren. Zwei Tage später wurde ein neues Krankenhaus eröffnet.

## Beschreibung
Die Montrose Royal Infirmary steht an der Bridge Street zwischen den Zufahrten zu den beiden Brücken, die den South Esk an seinem Abfluss aus dem Montrose Basin überspannen. Es ist im klassizistischen Greek-Revival-Stil ausgestaltet. Die südostexponierte Hauptfassade des zweistöckigen Hauptgebäudes ist symmetrisch aufgebaut. Im Stile eines Portikus’ tritt der Mittelrisalit mit dorischen Säulen, Gebälk mit ornamentiertem Fries und abschließendem Dreiecksgiebel aus der rötlichen Sandsteinfassade heraus. Drei Stufen führen zum zentralen Hauptportal. Die vierteiligen Sprossenfenster schließen mit Architraven. Die abschließenden, nur schwach geneigten Satteldächer sind mit grauem Schiefer eingedeckt.